# IR-Klasse WAP-5
Die WAP-5 ist eine Elektrolokomotive der Indian Railways für den Betrieb mit 25-kV-Wechselstrom mit einer Frequenz von 50 Hz, die seit dem Jahr 1995 gebaut wird. Nachdem die ersten elf Lokomotiven aus der Schweiz importiert worden waren, begann der Bau der weiteren Lokomotiven in den Chittaranjan Locomotive Works (CLW). Die Bezeichnung der Baureihe setzt sich aus W für wide ‚Breitspur‘, A für alternating current ‚Wechselstrom‘ und P für passenger ‚Reisender‘ für Reisezuglokomotiven zusammen. Hinter dem Bindestrich folgt eine 5, um die 5. Generation der WAP-Lokomotiven zu kennzeichnen.

## Geschichte

### Bau
Während für schwere Reisezüge die WAP-4 entwickelt wurde, fehlte eine Lokomotive für die sehr schnellen leichten Reisezüge. Im Juli 1993 erhielt die ABB-Landesgesellschaft der Schweiz einen Auftrag für die Lieferung von Lokomotiven mit Drehstromantrieb in GTO-Thyristor-Technik, ähnlich den Lokomotiven 2000 der Schweizerischen Bundesbahnen. Es wurden 22 Güterzuglokomotiven WAG-9 und 11 Reisezuglokomotiven WAP-5 bestellt. Mit dem Liefervertrag war auch ein Technologietransfer-Vertrag verknüpft, mit dem die weitere Produktion der Lokomotiven in Indien ermöglicht wurde.
Lokomotivkasten und Drehgestelle der ersten elf Lokomotiven mit den Nummern 30000 bis 31010 wurden im ABB-Werk Dandenong in Australien gebaut und in der Schweiz im Traktionsausrüstungsmontagewerk TRAMONT der ABB in Zürich Oerlikon mit der elektrischen Ausrüstung versehen. Die fertig montierten und in Betrieb genommenen Lokomotiven wurden auf Plattformwagen geladen und über den Hauensteinpass nach Basel zur Verschiffung im Rheinhafen verbracht. Von dort wurden die Lokomotiven auf Binnenschiffen nach Rotterdam verbracht und mit einem Schwimmkran auf Stückgutfrachter der Shipping Corporation of India (SCI) geladen, die den Hafen von Kalkutta anliefen. Die erste Lokomotive traf im Juli 1995 ein und wurde auf Schienen ins Depot Ghaziabad überführt.
Fünf Jahre nachdem die erste WAP-5 in Indien eingetroffen war, begann die Fertigung von WAP-5-Lokomotiven in den CLW. Die erste im Jahr 2000 ausgelieferte Lokomotive mit der Nummer 3011 trägt den Namen नवोदित Navodit, deutsch ‚Knospung‘.
Die Fertigung lief langsam an. Bis 2008 waren erst zehn Lokomotiven gebaut – typischerweise entstanden nur ein bis zwei neue Fahrzeuge pro Jahr. Erst in den 2010er-Jahren stiegen die Produktionszahlen merklich an.
Im Gegensatz zu den importierten Lokomotiven haben die in Indien gebauten Exemplare keine gesickten, sondern glatte Seitenwände. Eine Ausnahme ist die 30013, die den Lokomotivkasten der vor dem Ausladen in Kalkutta durch Feuer beschädigten 30008 erhielt.
Neuere Lokomotiven haben über einem Führerstand einen WBL-85HR-Stromabnehmer von Schunk, der für Fahrten auf Strecken notwendig ist, deren Fahrleitung auf einer Höhe von 7,87 m über Schienenoberkante angeordnet ist, damit darunter auch Züge mit Doppelstock-Containertragwagen verkehren können. Das Kürzel HR steht high reach ‚hohe Reichweite‘, was auf den größeren Arbeitsbereich hinweist.
Eine weitere Neuerung ist die Umstellung der Stromrichtertechnologie auf Traktionsstromrichter in IGBT-Technologie, bei welchen die Umrichter für die Spannungsversorgung der 3-phasigen Zugsammelschiene integriert sind, sodass die Generatorwagen in den Zügen nicht mehr benötigt werden. Einige Lokomotiven sind mit Wendezugsteuerung ausgerüstet.
Im Oktober 2018 wurde die WAP-5 Nr. 30164 vorgestellt, welche als erste Lokomotive aerodynamisch optimierte Stirnwände hatte und mit einer Getriebeübersetzung von 1:3,11 eine Höchstgeschwindigkeit von 200 km/h erreichen kann. Die Lokomotive ist mit Überwachungskameras für das Fahrpersonal und die Strecke ausgerüstet. In den Führerständen sind Stimmenrekorder installiert.
Ein Software-Upgrade steigerte die Leistung der Lokomotiven Ende der 2010er-Jahre auf 6000 PS.
Für die Tejas-Express-Züge begann 2020 der Bau von WAP-5-Lokomotiven mit einseitiger aerodynamisch optimierter Stirnfront und senkrechter Stirnfront am anderen Ende. Die Lokomotiven haben zwei Führerstände, sollen aber wie Triebköpfe an beiden Enden des Zuges eingesetzt werden.

### Einsatz
Die WAP-5 sind die schnellsten Lokomotiven von Indian Railways. Am Anfang wurden sie vor Rajdhani-Express-Zügen eingesetzt, doch deren Anhängelast stieg über die Jahre, sodass sie besonders bei schlechtem Wetter vierachsigen Lokomotiven bisweilen Schwierigkeiten bereitete. Die WAP-5 wurde deshalb in diesen Diensten schon bald von den sechsachsigen WAP-7 abgelöst, die auf der Güterzug-Baureihe WAG-9 basieren. Die WAP-5 bewährt sich vor leichten Tagesschnellzügen wie dem Gatimaan-Express und den Shatabdi-Express-Zügen. Der Gatimaan-Express verbindet Delhi über Agra und Gwalior mit Jhansi. Er erreicht mit 12 Wagen eine Geschwindigkeit von 160 km/h und legt die 400 km lange Strecke in viereinhalb Stunden zurück.

## Technik
Über die Stromabnehmer und einen auf dem Dach angeordneten Vakuum-Hauptschalter wird die Energie dem unter dem Lokomotivkasten angeordneten Transformator zugeführt. Über vier Sekundärwicklungen mit einer Nennspannung von 1270 V wird die Energie den beiden ölgekühlten Umrichtern zugeführt, welche die vier voll abgefedert in den Drehgestellen montierten Fahrmotoren mit Energie versorgen. Die Motoren sind als Drehstrom-Asynchronmaschinen mit Kurzschlussläufer ausgeführt. Sie treiben über eine Bogenzahnkupplung ein zweistufiges achsreitendes Getriebe an. Die Flexifloat-Drehgestelle bauen auf einem geschweißten, gekröpften Rahmen auf, der genügend Platz für die langen Flexicoil-Schraubenfedern der Sekundärfederung bietet. Die Kräfte des Antriebs werden über stirnseitig gegen die Lokomotivmitte angeordnete Zug-Druckstangen auf den Lokomotivkasten übertragen.
Der Antriebsstrang der Lokomotive ähnelt demjenigen der SBB Re 460, verwendet aber wie die erste Version der Eurotunnel-Baureihe 9 anstelle des Umrichters mit drei Spannungsebenen im Zwischenkreis einen solchen mit nur zwei Spannungsebenen. Erstmals wurde dem Transformator eine Filterwicklung hinzugefügt, die zwischen den Traktionswicklungen angeordnet ist. Die Technik ist weitgehend identisch mit derjenigen der WAG-9 und WAP-7.

## Benannte Lokomotiven
Die folgenden Lokomotiven tragen Namen, wobei diese nur in Devanagari-Schrift an den Lokomotiven angeschrieben sind:
- 30011 नवोदित Navodit, deutsch ‚Knospung‘, erste in den CLW gebaute WAP-5
- 30012 નવ જાગરણ Navjagran, deutsch ‚Erwachen‘
- 30013 નવકીર્તિ Navkirti, deutsch ‚Innovation‘
- 30015 विजय  उत्कर्ष Vijay Utkarsh, deutsch ‚Sieg des Fortschritts‘
- 30158 गौरव Gaurav, deutsch ‚Stolz‘, erste dem Betriebswerk Vadodara zugeteilte WAP-5

## Modell
Der indische Modellbahnhersteller The Pink Engine hat Modelle dieser Baureihe für die Nenngröße H0 im Programm.